# 边坝镇
边坝镇，是中华人民共和国西藏自治区昌都市边坝县下辖的一个乡镇级行政单位。

## 行政区划
边坝镇下辖以下地区：
显俄村、普玉一村、普玉二村、洛亚玛村、夏林村、登卡村、布扎村、多许村、热塔村、宗古村和拥村。